# Verzorgingsplaats Ridderkerk
Verzorgingsplaats Ridderkerk is een Nederlandse verzorgingsplaats, gelegen aan de zuidzijde van de A15 Europoort-Bemmel in de verbindingsbogen van afrit 21 in de gemeente Ridderkerk.
Richting Bemmel:
Staeldiep · 
Portland · 
Ridderkerk · 
Steenenhoek · 
Veenbult · 
Molenkamp · 
De Mark · 
Overbroek · 
Leigraaf
Richting Maasvlakte:
Varakker ·
Eigenblok ·
Den Bout · 
Alblasserdam